# Tanjung Benanak
Tanjung Benanak is een bestuurslaag in het regentschap Tanjung Jabung Barat van de provincie Jambi, Indonesië. Tanjung Benanak telt 1563 inwoners (volkstelling 2010).